# Islote Vera
Die Islote Vera (spanisch) ist eine kleine Insel vor der Westküste der Trinity-Halbinsel an der Spitze der Antarktischen Halbinsel. Sie liegt nordwestlich des Punta Lermanda der Kopaitic-Insel in der Gruppe der Duroch-Inseln.
Wissenschaftler der 2. Chilenischen Antarktisexpedition (1947–1948) benannten sie nach Leutnant Edgardo Vera Fisher (* 1912), der an dieser Forschungsreise beteiligt war.